# Henotesia strato
Henotesia strato är en fjärilsart som beskrevs av Paul Mabille 1878. Henotesia strato ingår i släktet Henotesia och familjen praktfjärilar. Inga underarter finns listade i Catalogue of Life.